# Lista dos maiores estádios de atletismo do mundo
Esta é uma lista de estádios com capacidade de mais de 50.000 lugares que incluem instalações para eventos de atletismo:
| Estádio                                          | Capacidade | Cidade            | País            | Competições de atletismo | Outros esportes                                   |
| ------------------------------------------------ | ---------- | ----------------- | --------------- | --- | ------------------------------------------------- |
| Estádio Primeiro de Maio Rungrado                | 150,000    | Pyongyang         | Coreia do Norte | | Futebol, Festival Arirang                         |
| Estádio Nacional Bukit Jalil                     | 87,411     | Kuala Lumpur      | Malásia         | Jogos da Commonwealth de 1998, Jogos do Sudeste Asiático de 2001, Jogos do Sudeste Asiático de 2017 | Futebol                                           |
| Estádio Salt Lake                                | 85,000     | Calcutá           | Índia           | Jogos Sul-Asiáticos de 1987 | Futebol                                           |
| Estádio Nacional de Pequim                       | 81,000     | Pequim            | China           | Mundial Challenge de Atletismo (IAAF World Challenge Beijing), Jogos Olímpicos de Verão de 2008, Campeonato Mundial de Atletismo de 2015                                                                            | Futebol                                           |
| Estádio Shah Alam                                | 80,372     | Shah Alam         | Malásia         | | Futebol                                           |
| Estádio Olímpico de Guangdong                    | 80,012     | Guangzhou         | China           | Jogos Nacionais da China de 2001, Campeonato Asiático de Atletismo de 2009, Jogos Asiáticos de 2010 | Futebol                                           |
| Estádio 5 de Julho de 1962                       | 80,000     | Argel             | Argélia         | Jogos do Mediterrâneo de 1975, Jogos Pan-Africanos de 1978, Campeonato Africano de Atletismo de 2000, Jogos Pan-Arábicos de 2004, Jogos Pan-Africanos de 2007, Jogos Africanos da Juventude de 2018                 | Futebol                                           |
| Stade de France                                  | 78,338     | Saint-Denis       | França          | Liga de Diamante (Meeting de Paris; 1999-2016), Campeonato Mundial de Atletismo de 2003, Jogos Olímpicos de Verão de 2024                                                                                           | Futebol, Rugby union, rugby league                |
| Estádio Azadi                                    | 78,166     | Teerã             | Irã             | Jogos Asiáticos de 1974 | Futebol                                           |
| Los Angeles Memorial Coliseum                    | 77,500     | Los Angeles       | Estados Unidos  | Jogos Olímpicos de Verão de 1932, 1984 e 2028 | Futebol americano, futebol, baseball, rugby union |
| Estádio Gelora Bung Karno                        | 77,193     | Jakarta           | Indonésia       | Jogos Asiáticos de 1962 e 2018, Campeonato Asiático de Atletismo de 1985, 1995, e 2000 | Futebol                                           |
| Estádio Olímpico Atatürk                         | 76,092     | Istambul          | Turquia         | | Futebol                                           |
| Estádio Naghsh-e Jahan                           | 75,000     | Isfahan           | Irã             | | Futebol                                           |
| Estádio Internacional do Cairo                   | 75,000     | Cairo             | Egito           | Jogos Pan-Africanos de 1991 | Futebol                                           |
| Estádio Olímpico de Berlim                       | 74,228     | Berlim            | Alemanha        | Mundial Challenge de Atletismo (Meeting ISTAF Berlim), Jogos Olímpicos de Verão de 1936, Campeonato Mundial de Atletismo de 2009, Campeonato da Europa de Atletismo de 2018                                         | Futebol                                           |
| Estádio Internacional de Yokohama                | 72,237     | Yokohama          | Japão           | Campeonato Mundial de Revezamentos de 2019 | Futebol, rugby union                              |
| Estádio Olímpico de Roma                         | 70,634     | Roma              | Itália          | Liga de Diamante (Golden Gala), Jogos Olímpicos de Verão de 1960, Campeonato da Europa de Atletismo de 1974, Universíada de Verão de 1975, Campeonato Mundial de Atletismo de 1987, Surdolimpíadas de Verão de 2001 | Futebol                                           |
| Estádio Olímpico de Kiev                         | 70,050     | Kiev              | Ucrânia         | | Futebol                                           |
| Estádio Olímpico de Seul                         | 69,950     | Seul              | Coreia do Sul   | Jogos Asiáticos de 1986, Jogos Olímpicos de Verão de 1988 | Futebol                                           |
| Estádio Olímpico de Atenas                       | 69,618     | Atenas            | Grécia          | Campeonato da Europa de Atletismo de 1982, Campeonato Mundial de Atletismo de 1997, Jogos Olímpicos de Verão de 2004                                                                                                | Futebol                                           |
| Estádio Olímpico de Munique                      | 69,250     | Munique           | Alemanha        | Jogos Olímpicos de Verão de 1972, Final do IAAF Grand Prix de 1999, Campeonato da Europa de Atletismo de 2002 | Futebol                                           |
| Estádio Olímpico Universitário                   | 68,954     | Cidade do México  | México          | Jogos Pan-Americanos de 1955, Jogos Olímpicos de Verão de 1968, Jogos Pan-Americanos de 1975, Universíada de Verão de 1979                                                                                          | Futebol                                           |
| Estádio Yadegar-e Emam                           | 68,833     | Tabriz            | Irã             | | Futebol                                           |
| Estádio Internacional Rei Fahd                   | 68,752     | Riade             | Arábia Saudita  | | Futebol                                           |
| Estádio Olímpico de Bacu                         | 68,700     | Bacu              | Azerbaijão      | Jogos Europeus de 2015, Jogos da Solidariedade Islâmica de 2017 | Futebol                                           |
| Estádio Olímpico de Tóquio                       | 68,000     | Tóquio            | Japão           | Jogos Olímpicos de Verão de 2020, Jogos Paralímpicos de Verão de 2020 | Futebol, rugby union                              |
| Estádio Palaran                                  | 67,075     | Samarinda         | Indonésia       | 2008 Pekan Olahraga Nasional | Futebol                                           |
| Estádio Mohammed V                               | 67,000     | Casablanca        | Marrocos        | Jogos do Mediterrâneo de 1963 | Futebol                                           |
| Estádio de Daegu                                 | 66,422     | Daegu             | Coreia do Sul   | Universíada de Verão de 2003, Campeonato Mundial de Atletismo de 2011 | Futebol                                           |
| Estádio Olímpico de Londres                      | 66,000     | Londres           | Inglaterra      | Liga de Diamante (London Grand Prix), Jogos Olímpicos de Verão de 2012, Campeonato Mundial de Atletismo de 2017 | Futebol                                           |
| Estádio Internacional de Basra                   | 65,227     | Basra             | Iraque          | | Futebol                                           |
| Estádio de Trípoli                               | 65,000     | Trípoli           | Líbia           | | Futebol                                           |
| Estádio Mogadíscio                               | 65,000     | Mogadíscio        | Somália         | | Futebol                                           |
| Centro Olímpico de Desportos de Nanjing          | 61,443     | Nanquim           | China           | Mundial Challenge de Atletismo (Nanjing World Challenge), Jogos Nacionais da China de 2005, Jogos Olímpicos de Verão da Juventude de 2014                                                                           | Futebol                                           |
| Estádio Olímpico Lluís Companys                  | 60,713     | Barcelona         | Espanha         | Jogos do Mediterrâneo de 1955, Taça do Mundo de Atletismo de 1998, Jogos Olímpicos de Verão de 1992, Campeonato da Europa de Atletismo de 2010, Campeonato Mundial Júnior de Atletismo de 2012                      | Futebol                                           |
| Estádio Nacional de Abuja                        | 60,491     | Abuja             | Nigéria         | Jogos Pan-Africanos de 2003 | Futebol                                           |
| Centro de Esportes da Universíada de Shenzhen    | 60,334     | Shenzhen          | China           | Universíada de Verão de 2011 | Futebol                                           |
| Estádio Diego Armando Maradona                   | 60,240     | Nápoles           | Itália          | Universíada de Verão de 2019 | Futebol                                           |
| Estádio Jawaharlal Nehru                         | 60,000     | Deli              | Índia           | Jogos Asiáticos de 1982, Jogos da Commonwealth de 2010 | Futebol                                           |
| Estádio Olímpico de Radès                        | 60,000     | Radès             | Tunísia         | Jogos do Mediterrâneo de 2001 | Futebol                                           |
| Estádio Heróis Nacionais                         | 60,000     | Lusaka            | Zâmbia          | | Futebol                                           |
| Estádio Léopold Sédar Senghor                    | 60,000     | Dacar             | Senegal         | | Futebol                                           |
| Centro Esportivo Internacional Moi               | 60,000     | Nairóbi           | Quênia          | Jogos Pan-Africanos de 1987, Campeonato Mundial Sub-18 de Atletismo de 2017 | Futebol                                           |
| Estádio Odi                                      | 60,000     | Mabopane          | África do Sul   | | Futebol                                           |
| Estádio Internacional Jaber Al-Ahmad             | 60,000     | Cidade do Kuwait  | Kuwait          | | Futebol                                           |
| Estádio Olímpico de Shenyang                     | 60,000     | Shenyang          | China           | Jogos Nacionais da China de 2013 | Futebol                                           |
| Estádio do Centro Olímpico de Desportos de Hefei | 60,000     | Hefei             | China           | | Futebol                                           |
| Centro de Esportes de Guangxi                    | 60,000     | Nanning           | China           | | Futebol                                           |
| Estádio Mmabatho                                 | 59,000     | Mahikeng          | África do Sul   | | Futebol                                           |
| Centro Esportivo Olímpico de Chongqing           | 58,860     | Xunquim           | China           | | Futebol                                           |
| Estádio San Nicola                               | 58,270     | Bari              | Itália          | Jogos do Mediterrâneo de 1997 | Futebol                                           |
| Estádio de La Cartuja                            | 57,619     | Sevilha           | Espanha         | Campeonato Mundial de Atletismo de 1999 | Futebol                                           |
| Estádio Mario Alberto Kempes                     | 57,000     | Córdova           | Argentina       | | Futebol                                           |
| Estádio de Shanghai                              | 56.842     | Xangai            | China           | Liga de Diamante (Shanghai Golden Grand Prix) | Futebol                                           |
| Estádio do Centro Olímpico de Desportos de Jinan | 56,808     | Jinan             | China           | Jogos Nacionais da China de 2009 | Futebol                                           |
| Estádio Commonwealth                             | 56,302     | Edmonton, Alberta | Canadá          | Jogos da Commonwealth de 1978, Campeonato Mundial de Atletismo de 2001 | Futebol, futebol canadense, rugby union           |
| Stadion Śląski                                   | 55,211     | Chorzów           | Polônia         | Campeonato Mundial de Revezamentos de 2021, Campeonato Europeu por equipes de Atletismo Super Liga de 2021, Campeonato da Europa de Atletismo de 2028                                                               | Futebol                                           |
| Estádio Nacional de Kaohsiung                    | 55,000     | Kaohsiung         | Taiwan          | | Futebol                                           |
| Estádio do Centro de Esportes de Helong          | 55,000     | Changsha          | China           | | Futebol                                           |
| Estádio Plovdiv                                  | 55,000     | Plovdiv           | Bulgária        | | Futebol                                           |
| Estádio Tianhe                                   | 54,856     | Guangzhou         | China           | Jogos Nacionais da China de 1987 | Futebol                                           |
| Estádio Centro Olímpico de Tianjin               | 54,696     | Tianjin           | China           | Jogos Nacionais da China de 2017 | Futebol                                           |
| Estádio Boris Paichadze                          | 54,549     | Tiblíssi          | Geórgia         | | Futebol, rugby union                              |
| Estádio Hrazdan                                  | 54,208     | Erevã             | Armênia         | | Futebol                                           |
| Estádio Wuhan                                    | 54,000     | Wuhan             | China           | Campeonato Asiático de Atletismo de 2015 | Futebol                                           |
| Estádio Busan Asiad                              | 53,864     | Busan             | Coreia do Sul   | Jogos Asiáticos de 2002 | Futebol                                           |
| Estádio Internacional de Aleppo                  | 53,200     | Aleppo            | Síria           | | Futebol                                           |
| Estádio Príncipe Moulay Abdellah                 | 53,000     | Rabat             | Marrocos        | Liga de Diamante (Meeting International Mohammed VI) | Futebol                                           |
| Estádio Rajko Mitić                              | 53,000     | Belgrado          | Sérvia          | | Futebol                                           |
| Centro de Esportes Dragão Amarelo                | 52,672     | Hancheu           | China           | | Futebol                                           |
| Franklin Field                                   | 52,593     | Filadélfia        | Estados Unidos  | Liberty Bell Classic, Penn Relays | Futebol americano                                 |
| Centro Olímpico de Desportos de Guiyang          | 51,638     | Guiyang           | China           | | Futebol                                           |
| Estádio da Cidade de Hohhot                      | 51,632     | Hohhot            | China           | | Futebol                                           |
| Estádio Atatürk de Esmirna                       | 51,295     | Esmirna           | Turquia         | Jogos do Mediterrâneo de 1971, Jogos Islâmicos, Universíada de Verão de 2005 | Futebol                                           |
| Estádio Shizuoka Ecopa                           | 50,889     | Fukuroi           | Japão           | | Futebol, rugby union                              |
| Estádio Ernst-Happel                             | 50,865     | Viena             | Áustria         | Campeonato da Europa de Atletismo de 1938 | Futebol                                           |
| Estádio Rei Balduíno                             | 50,024     | Bruxelas          | Bélgica         | Liga de Diamante (Memorial Van Damme), Campeonato da Europa de Atletismo de 1950 | Futebol                                           |
| Estádio Nacional de Singapura                    | 50,000     | Singapura         | Singapura       | Jogos do Sudeste Asiático de 2015 | Futebol, Críquete, rugby sevens                   |
| Estádio Nagai                                    | 50,000     | Osaka             | Japão           | Campeonato Mundial de Atletismo de 2007 | Futebol                                           |
| Estádio Sultão Mizan Zainal Abidin               | 50,000     | Kuala Terengganu  | Malásia         | Jogos Sukma de 2008 | Futebol                                           |
| Estádio Olímpico Phnom Penh                      | 50,000     | Phnom Penh        | Camboja         | | Futebol                                           |
| Centro Olímpico de Desportos de Jiangxi          | 50,000     | Nanchang          | China           | | Futebol                                           |
| Centro de Esportes de Xinjiang                   | 50,000     | Ürümqi            | China           | | Futebol                                           |
| Estádio Kim Il-sung                              | 50,000     | Pyongyang         | Coreia do Norte | | Futebol                                           |
| Estádio Internacional Khalifa                    | 50,000     | Doha              | Qatar           | Liga de Diamante (Doha Diamond League), Jogos Asiáticos de 2006, Campeonato Asiático de Atletismo de 2019 | Futebol                                           |
| Estádio Max-Morlock                              | 50,000     | Nuremberga        | Alemanha        | | Futebol                                           |
| Estádio Pars Shiraz                              | 50,000     | Xiraz             | Irã             | | Futebol                                           |